# Malietoa Tanumafili II
Malietoa Tanumafili II (4 de enero de 1913 - 12 de mayo de 2007), Jefe de Estado de Samoa entre 1963 y 2007. Cursó estudios universitarios en Nueva Zelanda. Fue miembro del Consejo de Gobierno de este país y diplomático en Naciones Unidas, en 1962 accedió a la Jefatura del Estado compartida de Samoa Occidental. Desde 1962, tras la muerte del otro miembro de la jefatura, fue Jefe de Estado de Samoa en solitario hasta su fallecimiento. Malietoa Tanumafili II falleció a las 8:20 pm del 11 de mayo de 2007 en el Hospital Nacional Tupua Tamasese Meaʻole, con 94 años. De conformidad con la Constitución samoana, aunque fue Jefe de Estado vitalicio, su sucesor, Tuiatua Tupua Tamasese Efi, fue elegido por el Parlamento y su mandato pasó a estar limitado a cinco años reelegible.

## Distinciones honoríficas
- Caballero gran cruz de la Distinguidísima Orden de San Miguel y San Jorge.[2]
- Comendador de la Excelentísima Orden del Imperio Británico.